# Gwak Jae-u
Gwak Jae-u (1552-1617) est un général et patriote coréen originaire de  Uiryeong. En 1592, neuf jours après le début de la guerre Imjin, il forme une milice pour lutter contre l'armée japonaise. Il est à l'origine un roturier, mais le roi Seonjo de Joseon lui accorde un poste au gouvernement.

## Formation d'une armée
Gwak Jae-u perturbe les lignes d'alimentation japonaises autour de la Nakdong dans de nombreuses actions de guérilla. Gwak a également la distinction de remporter la première victoire coréenne sur terre de la guerre à la bataille de Uiryeong. Dans le cadre d'une offensive sur deux fronts en Jeolla, Ankokuji Ekei est à la tête des hommes de la 6e division du sud. Ankokuji a besoin de traverser la rivière Nam pour atteindre Uiryeong, son objectif. Il fait chercher par ses hommes les parties les moins profondes de la rivière et les fait signaler avec des piquets. Tandis que l'armée d'Ankokuji dort, les hommes de Gwak déplacent les piquets aux endroits les plus profonds de la rivière. Lorsque la traversée commence, les soldats japonais sombrent dans les eaux profondes et l'armée de Gwak les attaque. Après plusieurs tentatives de franchissement de la rivière, Ankokuji subit de nombreuses pertes et se voit contraint d'abandonner son attaque sur Uiryeong. La bataille vaut à Gwak le respect du gouvernement coréen pour ses capacités et il est placé à la tête des forces coréennes dans et autour d'Uiryeong et de Samga voisin.

## Divers
- Il est appelé le « général à la robe rouge » (천강홍의장군, 天降紅衣將軍) d'après son habitude de porter des costumes rouges et un cheval blanc dans la bataille[1].

- Une statue de Gwak Jaeu se tient dans la parc Mangu Park à Daegu[1].